# Clásica de Almería
La Clásica de Almería è una corsa in linea di ciclismo su strada che si svolge nella provincia di Almería, in Spagna, ogni anno nel mese di marzo. Dal 2005 fa parte circuito UCI Europe Tour; dal 2015 al 2017 diventa evento di classe 1.1, dopo due stagioni in cui è stata classificata come Hors Catégorie, per poi tornare alla categoria 1.HC nel 2018.
La prima edizione si è svolta nel 1986, come competizione per dilettanti. Nel 1992, con il nome di Rutas de las Hortalizas, divenne una gara per professionisti, cambiando nome in quello attuale l'anno successivo.
La gara è organizzata dal Muñoz PC.

## Albo d'oro
Aggiornato all'edizione 2025.
| Anno | Vincitore               | Secondo                     | Terzo                 |
| ---- | ----------------------- | --------------------------- | --------------------- |
| 1986 | Miguel Ángel Martínez   |                             |                       |
| 1987 | Tomás Ortega            |                             |                       |
| 1988 | José González Maestre   |                             |                       |
| 1989 | José Bernabe            |                             |                       |
| 1990 | Bernardo González       |                             |                       |
| 1991 | Axier Genetxea          |                             |                       |
| 1992 | Kenneth Weltz           | Alfonso Gutiérrez           | Abraham Olano         |
| 1993 | Vjačeslav Ekimov        | Eduardo Chozas              | Romes Gajnetdinov     |
| 1994 | Johan Capiot            | Asjat Saitov                | Jan Koerts            |
| 1995 | Jean-Pierre Heynderickx | Jo Planckaert               | Edwig Van Hooydonck   |
| 1996 | Wilfried Nelissen       | Asier Guenetxea             | Jesper Skibby         |
| 1997 | Massimo Strazzer        | Max van Heeswijk            | Ján Svorada           |
| 1998 | Mario Traversoni        | Francesco Arazzi            | Óscar Freire          |
| 1999 | Ján Svorada             | Nicola Minali               | Ángel Edo             |
| 2000 | Isaac Gálvez            | Ján Svorada                 | Markus Zberg          |
| 2001 | Tayeb Braikia           | Markus Zberg                | Endrio Leoni          |
| 2002 | Massimo Strazzer        | Markus Zberg                | Marc Lotz             |
| 2003 | Luciano Pagliarini      | Massimo Strazzer            | Aleksej Markov        |
| 2004 | Jérôme Pineau           | Thomas Voeckler             | Benjamín Noval        |
| 2005 | José Iván Gutiérrez     | Sergi Escobar               | David Muñoz           |
| 2006 | Francisco Pérez         | Ricardo Serrano             | Adolfo García Quesada |
| 2007 | Giuseppe Muraglia       | Ėduard Vorganov             | Vicente Ballester     |
| 2008 | Juan José Haedo         | Óscar Freire                | Graeme Brown          |
| 2009 | Greg Henderson          | Graeme Brown                | Stefano Garzelli      |
| 2010 | Theo Bos                | Mark Cavendish              | Graeme Brown          |
| 2011 | Matteo Pelucchi         | José Joaquín Rojas          | Pim Ligthart          |
| 2012 | Michael Matthews        | Borut Božič                 | Roger Kluge           |
| 2013 | Mark Renshaw            | Reinardt Janse van Rensburg | Francesco Lasca       |
| 2014 | Sam Bennett             | Juan José Lobato            | Davide Viganò         |
| 2015 | Mark Cavendish          | Juan José Lobato            | Mark Renshaw          |
| 2016 | Leigh Howard            | Aleksej Catevič             | Aleksejs Saramotins   |
| 2017 | Magnus Cort Nielsen     | Rüdiger Selig               | Jens Debusschere      |
| 2018 | Caleb Ewan              | Danny van Poppel            | Timothy Dupont        |
| 2019 | Pascal Ackermann        | Marcel Kittel               | Luka Mezgec           |
| 2020 | Pascal Ackermann        | Alexander Kristoff          | Elia Viviani          |
| 2021 | Giacomo Nizzolo         | Florian Sénéchal            | Martin Laas           |
| 2022 | Alexander Kristoff      | Nacer Bouhanni              | Giacomo Nizzolo       |
| 2023 | Matteo Moschetti        | Arnaud De Lie               | Jordi Meeus           |
| 2024 | Olav Kooij              | Matteo Moschetti            | Matteo Trentin        |
| 2025 | Milan Fretin            | Max Kanter                  | Émilien Jeannière     |